# Jason Hervey
Jason Hervey, född 6 april 1972 i Los Angeles, Kalifornien, USA, är en amerikansk skådespelare och TV-producent. 
Jason Hervey är främst känd för rollen som Wayne Arnold i TV-serien En härlig tid. Han spelar Kevin Arnolds (Fred Savage) besvärlige storebror.

## Filmografi (urval)
- 1981 – Kärlek ombord
- 1984 – The Buddy System
- 1984 – Meatballs Part II
- 1984 – Frankenweenie
- 1985 – Polisskolan 2 – Första uppdraget
- 1985 – Tillbaka till framtiden
- 1985 – Pee-Wees stora äventyr
- 1985–1986 – Diff'rent Strokes
- 1987 – Monsterklubben
- 1987 – A Year in the Life
- 1988–1993 – En härlig tid
- 1995 – Baywatch Nights
- 2002 – First Shot